# Amtmann

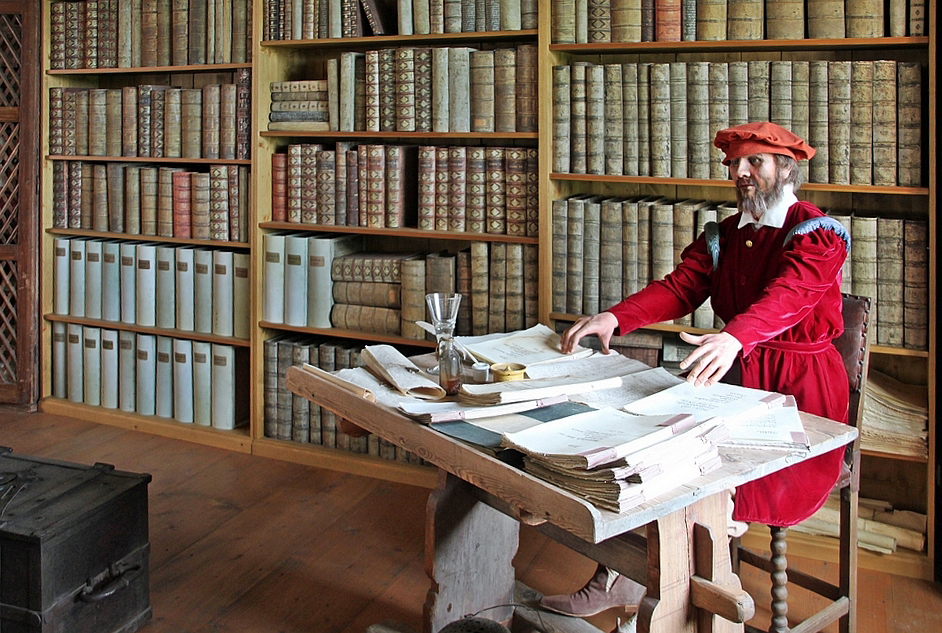
Amtmann in einer Amtsstube, Darstellung auf Burg Mildenstein (Verwaltungssitz im Amt Leisnig)

Der Amtmann (in Deutschland) oder Ammann (in der Schweiz und in Teilen Süddeutschlands) war im deutschsprachigen Raum seit dem Mittelalter der oberste Dienstmann eines vom Landesherrn zur Territorialverwaltung von Gutshöfen, Burgen und Dörfern geschaffenen Amtes, das zugleich ein Verwaltungs- und Gerichtsbezirk war. Er gehörte meist dem Adel oder dem Klerus an, in Städten oft auch den wohlhabenden Schichten des Bürgertums. Er residierte im Amthaus und trieb im Amtsbezirk die Steuern ein, sprach Recht und sorgte mit einer kleinen bewaffneten Einheit für Sicherheit und Ordnung. Seine Entsprechung in Teilen von Preußen und im Kurfürstentum Sachsen war der Amtshauptmann.
Später bürgerte sich für das alte Wort Amtmann das Wort Beamter ein.

## Geschichte
Im Holstein der dänischen Zeit (bis 1864) war der Amtmann der Oberbeamte eines landesherrlichen Amtes. Als Leiter der Verwaltung unterstand er seit 1546 dem Ministerium (Deutsche Kanzlei) in Kopenhagen. Der Amtmann war zugleich weltlicher Richter erster Instanz und bildete mit dem Propst zusammen das geistliche Gericht (Konsistorium).
In der Schweiz war der Ammann im Mittelalter und in der älteren Neuzeit das von den Bürgern gewählte Oberhaupt der Landsgemeinde und ist seit dem frühen 19. Jahrhundert der Vorsitzende der Exekutive einiger Kantone (Landammann), verschiedener Städte oder Gemeinden (Stadtammann, Gemeindeammann) sowie von Korporationen (beispielsweise der „Talammann der Korporation Urseren“).
In Tirol sind Amtleute seit dem Spätmittelalter belegt und zwar als landesfürstliche Beamte ebenso wie als Verwalter adeliger Großgrundbesitzer. Sie werden dort auch als Pfleger (Mittelalter) bezeichnet und sind von den Richtern, welchen die Rechtsprechung in den Verwaltungsbezirken oblag, unterschieden worden. Seit 1392 wurden im Herzogtum Österreich oberste Amtleute eingesetzt, welche die Kontrolle über die Landesverwaltung führten.
Im Kurfürstentum Braunschweig-Lüneburg und (nach dem Königreich Westphalen von 1807 bis 1814) im Königreich Hannover gab es wie in anderen absolutistisch regierten deutschen Staaten in den Ämtern, also auf der unteren staatlichen Ebene der Gemeinden und (kleineren) Städte, bis 1852 keine Gewaltenteilung: Der königliche Amtmann war in seinem Amt zuständig sowohl für die Herausgabe von Erlassen als auch für die Verwaltung und die Rechtsprechung. Nur größere Städte wie etwa Hameln waren „amtsfrei“, hatten also eine eigene Verwaltung, so dass sich die Funktion des Amtmanns dort auf die Rechtsprechung beschränkte. Um vom Landesherrn als Amtmann eingesetzt zu werden, hatte man in der Regel eine universitäre Ausbildung und eine zweistufige praktische Bewährung zu absolvieren: Beispielsweise bot die Universität Göttingen das Studium der „Kameralwissenschaften“ an. „Auditor“ war jemand, der daraufhin die untere der beiden damals üblichen staatlichen Richterprüfungen, das Auditorexamen, abgelegt hatte, nach unseren heutigen Begriffen also so etwas wie ein Referendar. „Amts-Assessor“ war dann die nächste praktische Probephase im Lauf der Ausbildung eines Amtmanns, etwa entsprechend dem heutigen Assessor. Nach bestandener zweiter Prüfung wurden aus den adeligen Assessoren „supernumerare Droste“, aus den bürgerlichen „supernumerare Amtsschreiber“. Auditoren und Assessoren galten als Arbeitshilfe für den Amtmann und wurden durch ihn bezahlt. Der Amtmann selbst erhielt von seinem Landesherrn oft keinen festen Sold (also kein Gehalt), sondern lediglich Erträge aus Teilen des Amtsbezirks, die er gepachtet hatte, außerdem aus Gebühren („Sporteln“ und „Taxen“), welche bei Inanspruchnahme der Gerichte an ihn persönlich (nicht an die Staatskasse) zu zahlen waren. Erst im Ruhestand zahlte der Landesherr eine Pension. Das Gerichtsverfassungsgesetz vom 8. November 1850 bestimmte dann im Sinne der Gewaltenteilung auch für die Ämter eine Aufteilung einerseits in Amtsgerichte, andererseits in Verwaltungen. Sowohl nach Annexion des Königreichs durch Preußen 1866 und Bildung der Provinz Hannover als auch nach Eingang Preußens als Bundesstaat des Deutschen Reichs 1871 wurden viele Bestimmungen und Strukturen als vorbildlich angesehen und in die jeweils größere politische Einheit übernommen.

## Amtsbezeichnung
Heute ist Amtmann in Deutschland die Amtsbezeichnung für einen Beamten der Besoldungsgruppe A 11 der Bundesbesoldungsordnung A des Bundesbesoldungsgesetzes im gehobenen Dienst und im Burgenland (Österreich) die Bezeichnung für einen Gemeindebeamten (siehe auch Amtmann (Burgenland)).
Die weibliche Amtsbezeichnung Amtfrau (z. B. Regierungsamtfrau (RAmtfr) oder Zollamtfrau (ZAF)) hat sich weitgehend durchgesetzt. Eine Zeit lang wurde statt Amtfrau auch die Amtsbezeichnung Amtmännin – diese Amtsbezeichnung war vorher die Regel – in einigen Bundesländern und der Bundesverwaltung verwendet. Diese Amtsbezeichnung ist weitgehend verschwunden, allerdings kann in der Bundeszollverwaltung noch immer die Amtsbezeichnung Zollamtmännin (alternativ zu Zollamtfrau) gewählt werden. Ursprünglich ging die Einführung der Amtsbezeichnung z. B. Justizamtfrau in den 1970er-Jahren von einer niedersächsischen Beamtin/Rechtspflegerin aus, die sich weigerte, die Beförderungsurkunde entgegenzunehmen, solange sie nicht in der weiblichen Form ausgestellt war. In der Schweiz wird ein weiblicher Landammann gewöhnlich als Frau Landammann bezeichnet und angeredet.